# Ади (село)
Ади (каз. Әди, до 1993 г. — Мариновка, до 2015 г. — Былкылдак) — село в Жарминском районе Абайской области Казахстана. Входит в состав Каратобинского сельского округа. Код КАТО — 634479200.
В ауле родился Мурат Дуйсембинович Калматаев (1936—2016) — советский и казахстанский военный и политический деятель.

## Население
В 1999 году население аула составляло 477 человек (249 мужчин и 228 женщин). По данным переписи 2009 года, в ауле проживало 337 человек (171 мужчина и 166 женщин).